# Kohn Pedersen Fox
Kohn Pedersen Fox Associates (aussi connu sous son sigle KPF) est l'un des principaux cabinets mondiaux d'architecture. Basé à New York, la société est surtout connue pour ses très nombreuses conceptions de gratte-ciel.
Le cabinet qui compte plus de 750 collaborateurs, a été créé en 1976 par Eugene Kohn, William Pedersen et Sheldon Fox (1930-2006).

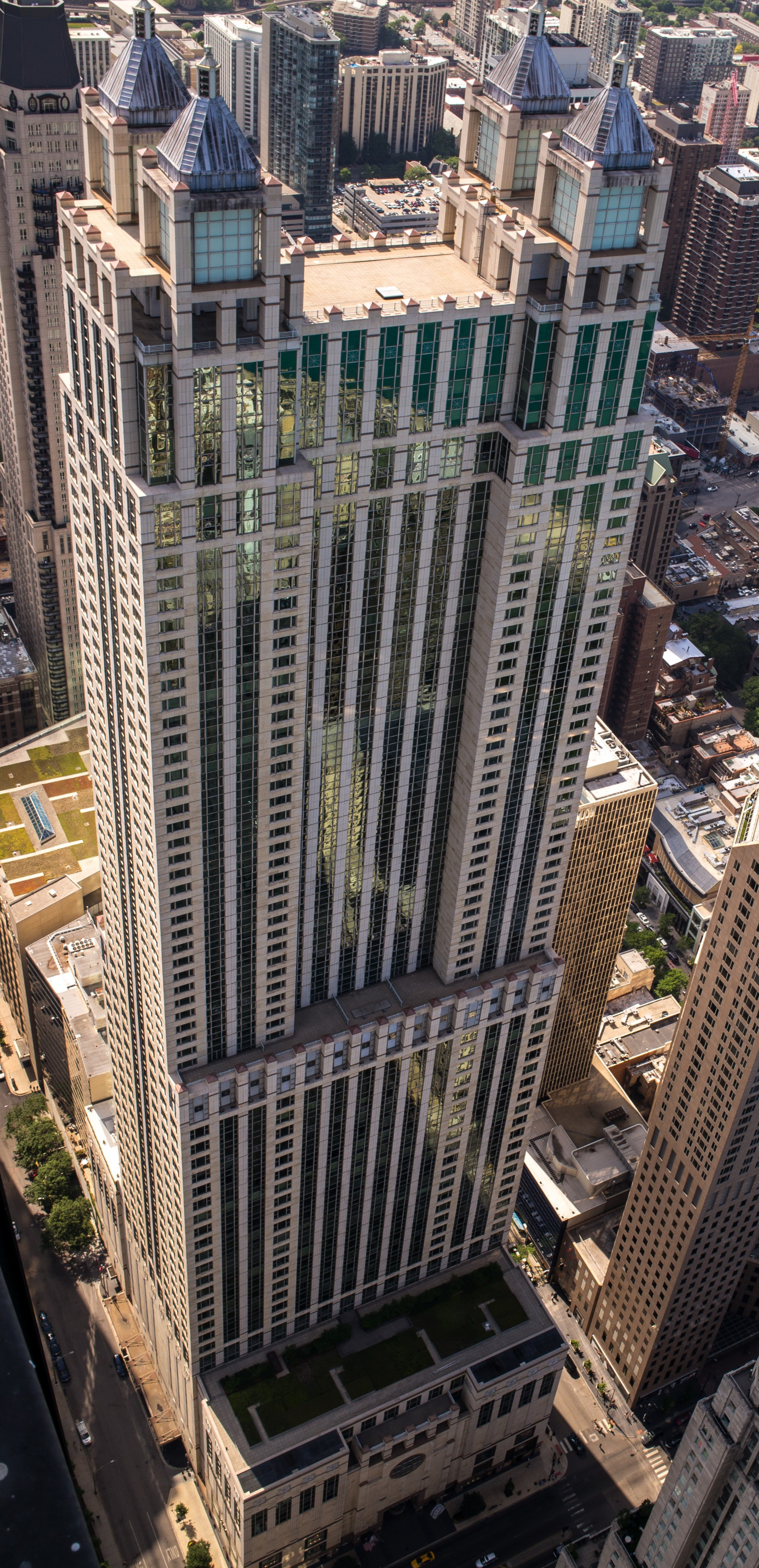
900 North Michigan à Chicago, 1989

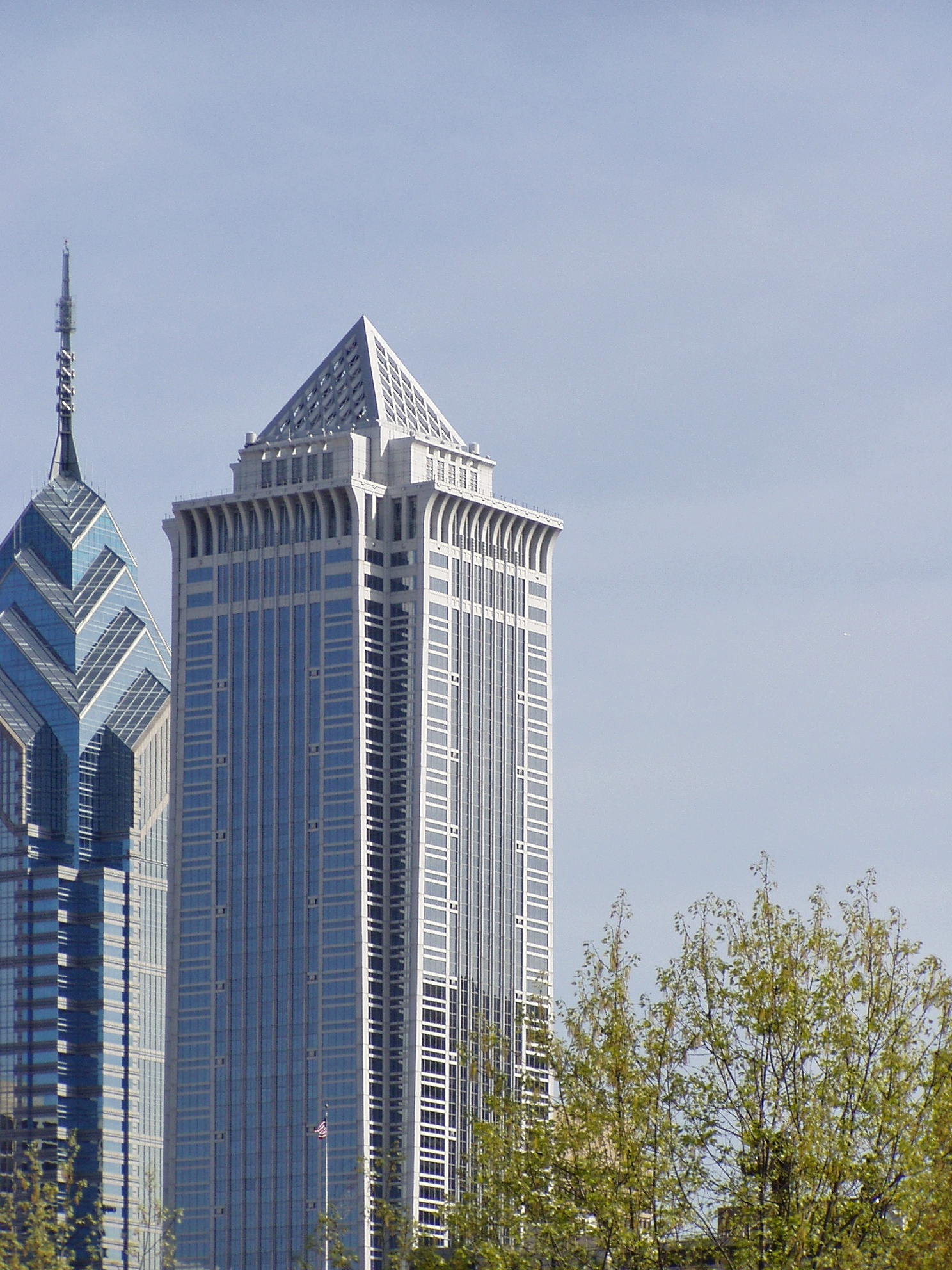
Mellon Bank Center à Philadelphie, 1990

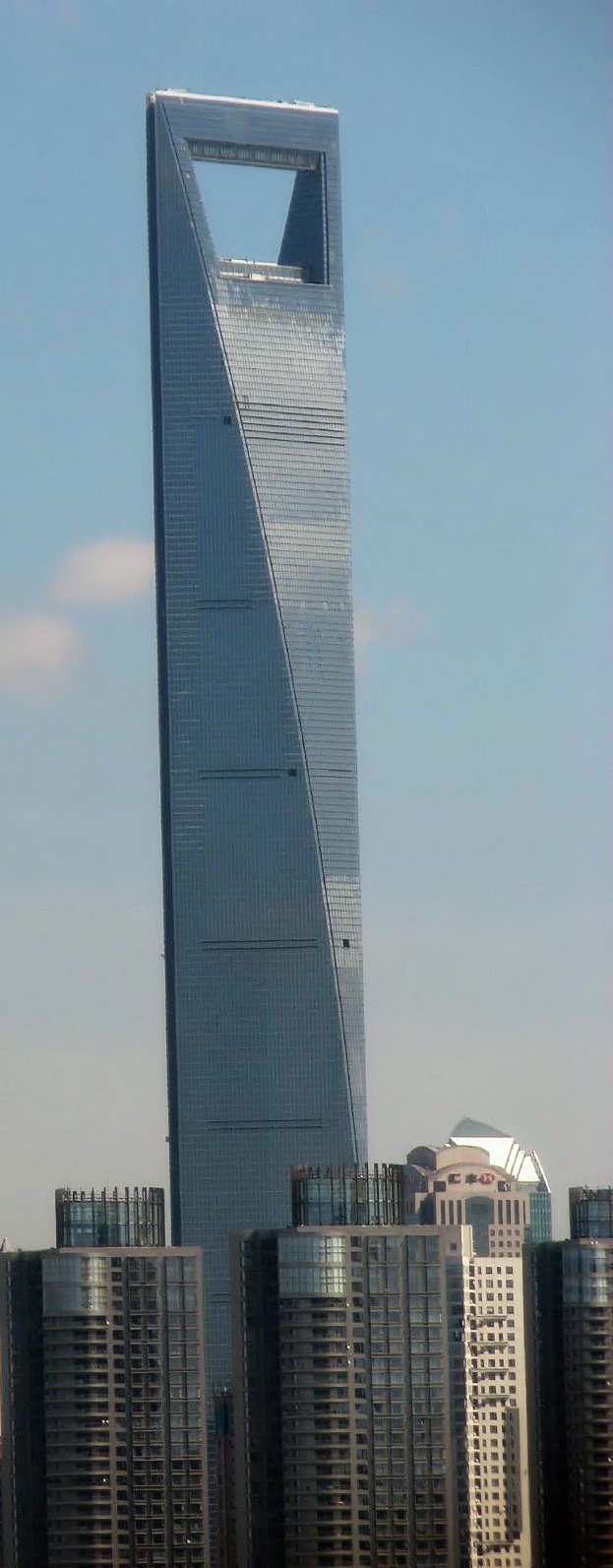
World Financial Center à Shanghai, 2008

## Quelques réalisations

### Années 1980
- 333 Wacker Drive à Chicago, 1979-1983
- One Tabor Center à Denver, 1984
- Fifth Third Center à Nashville, États-Unis, 1986
- Accenture Tower à Minneapolis, États-Unis, 1987
- Two Logan Square à Philadelphie, 1987
- 1000 Wilshire Boulevard à Los Angeles, 1987
- Shearson Lehman Plaza à New York, 1988
- 1201 Third Avenue à Seattle, 1988
- 135 East 57th Street  à New York, 1988
- 900 North Michigan à Chicago, 1989
- 225 West Wacker à Chicago, 1989
- 1325 Avenue of the Americas à New York, 1989
- 60 Wall Street à New York, 1989

### Années 1990
- 311 South Wacker Drive Tower à Chicago, 1990
- 712 5th Avenue à New York, 1990
- Mellon Bank Center à Philadelphie, 1990
- 121 West Trade à Charlotte (États-Unis), 1990
- 550 South Hope Street à Los Angeles, 1991
- Travelers Building (Saint Paul) à Saint Paul, États-Unis, 1991
- Chifley Tower à Sydney, 1992
- Chicago Title & Trust Center à Chicago, 1992
- 1250 René-Lévesque à Montréal, 1992
- Westendtower à Francfort, 1993
- Daniel Patrick Moynihan United States Courthouse  à New York, 1994
- Tour Pollux à Francfort, 1999
- Warsaw Financial Center à Varsovie, 1999

### Années 2000
- SGX Centre à Singapour, 2000-2001
- Roppongi Hills Mori Tower à Tokyo, 2000-2003
- GT International Tower à Makati, Philippines, 2002
- Dunnan Tower à Taipei, Taiwan, 2003
- Espirito Santo Plaza à Miami, 2004
- Newport Office Center VII à Jersey City, 2004
- Shr-Hwa International Tower à Taichung, Taiwan, 2004
- Abu Dhabi Investment Authority Tower à Abou Dabi, 2006
- China Central Place à Pékin, Chine, 2006-2007
- Zhongguancun Financial Center à Pékin, Chine, 2006
- Plaza 66 à Shanghai, 2006
- Marina Tower à Beyrouth, 2007
- Shanghai World Financial Center, Shanghai, Chine, 2008, 492 mètres de hauteur
- Mirae Asset Tower à Shanghai, 2008
- Four Seasons Hotel Beyrouth à Beyrouth, 2009

### Années 2010

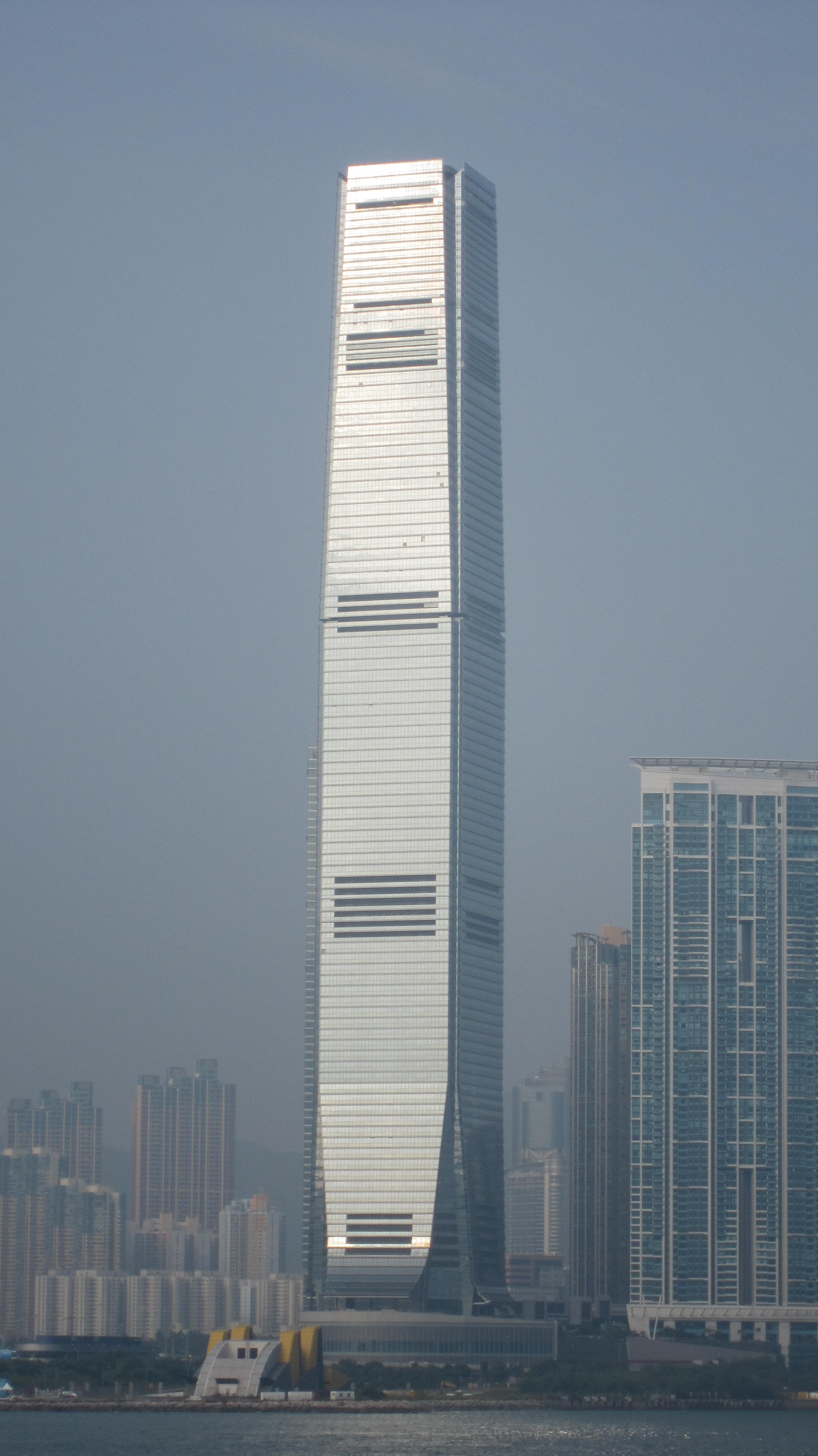
International Commerce Center à Hong Kong

- International Commerce Center, Hong Kong, 2010, 484 mètres de hauteur, le plus haut gratte-ciel de Hong Kong
- Ventura Corporate Towers, Rio de Janeiro, Brésil, 2010, 140 mètres de hauteur
- Shanghai Wheelock Square, Shanghai, 2010
- One Central, Macao, Chine, 2010
- Northeast Asia Trade Tower, Incheon, Corée du sud, 2011, 308 mètres de hauteur
- Tour First, Paris, 2011, 231 mètres de hauteur, le plus haut gratte-ciel de France
- Heron Tower, Londres, 2011, 230 mètres de hauteur
- Infinity Tower (Sao Paulo), 2012, Sao Paulo, Brésil
- Marina Bay Financial Centre, Singapour, 2013, 5 tours
- Tour Deloitte, Montréal, Canada, 2015, 133 mètres de hauteur
- Lotte World Tower, Seoul, Corée du Sud, 2017, 556 m, 123 étages, le plus haut gratte-ciel de Corée du Sud
- Ping An Finance Centre, Shenzhen, Chine, 2017, 599 m, 116 étages, le plus haut gratte-ciel de Shenzhen.
- China Zun, Pékin, Chine, 2018, 528 m, 109 étages, le plus haut gratte-ciel de Pékin.
- One Shenzhen Bay Tower 7, Shenzhen, Chine, 2018
- China Resources Headquarters, Shenzhen, Chine, 2018
- 30 Hudson Yards, à New York, 2019

### Années 2020
- Thamrin Nine, Jakarta, Indonésie, 2021
- Chongqing Corporate Avenue 1, Chongqing, Chine, 2022
- Sky Mile Tower, Tokyo (projet)